# Tyrosin
Tyrosin (Tyr, Y) je jednou z 20 základních proteinogenních aminokyselin. Není esenciální aminokyselinou. Řadí se k polárním aminokyselinám, také patří do skupiny aminokyselin s aromatickým postranním řetězcem (spolu s fenylalaninem, tryptofanem a histidinem). Od fenylalaninu se liší pouze hydroxylovou skupinou na čtvrtém uhlíku benzenového jádra.
Tyrosin v určité sekvenci v proteinu může být rozpoznáván některou z tyrosinkináz a fosforylován (Tyr-fosforylace, tj. fosforylace na tyrosinu, která se odehrává na tyrosinkinázových receptorech). Fosforylace tyrosinu může ovlivnit funkce proteinu (aktivace/deaktivace enzymů, změna vazebných schopností, změna substrátové specifity). Tyrosin však může být i sulfonován (pomocí sulfotransferáz).

## Biologicky významné deriváty
K biologicky významným derivátům patří:
- fosfotyrosin – fosforylací tyrosinu v proteinu se ovlivňují funkce příslušného proteinu (způsobují tyrosinkinázy)
- katecholaminy
  - adrenalin (epinefrin) – hormon dřeni nadledvin a neurotransmiter (hlavně sympatiku)
  - noradrenalin (norepinefrin) – hormon dřeni nadledvin, méně účinný analog adrenalinu
  - dopamin – neurotransmiter
- hormony štítné žlázy[3]
  - trijodthyronin (T3)
  - thyroxin (T4)

Tyrosin je prekurzorem také pro:
- melanin – jeden ze základních pigmentů, v kůži
- morfin – alkaloid získávaný z máku setého (Papaver somniferum)

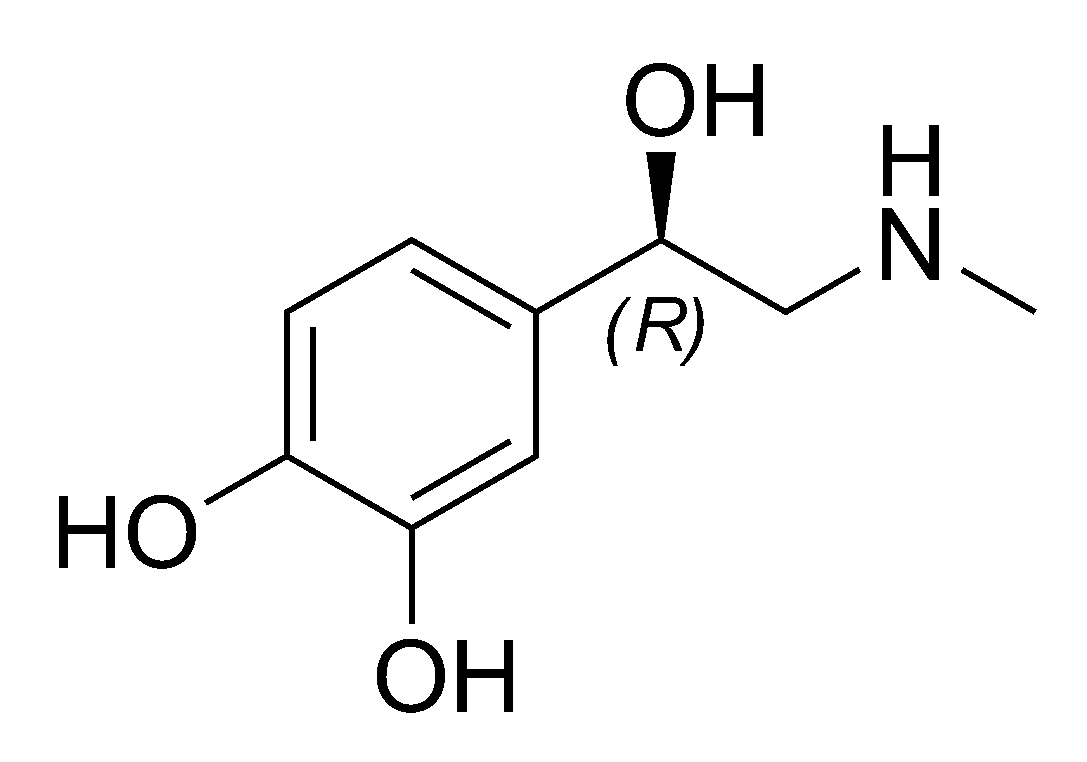
adrenalin (epinefrin)
noradrenalin (norepinefrin)
dopamin
triiodtyronin
thyroxin
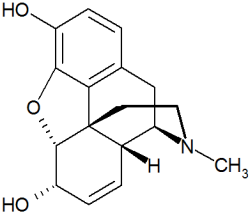
morfin